# Pedro V của Bồ Đào Nha
Peter V(tiếng Bồ Đào Nha: Pedro V phát âm tiếng Bồ Đào Nha: [ˈpeðɾu]; 16 tháng 12 năm  1837 – 11 tháng 11 năm  1861), biệt danh  "the Hopeful" (tiếng Bồ Đào Nha: o Esperançoso), là Vua Bồ Đào Nha từ năm  1853 đến 1861.

## Cai trị và đầu đời

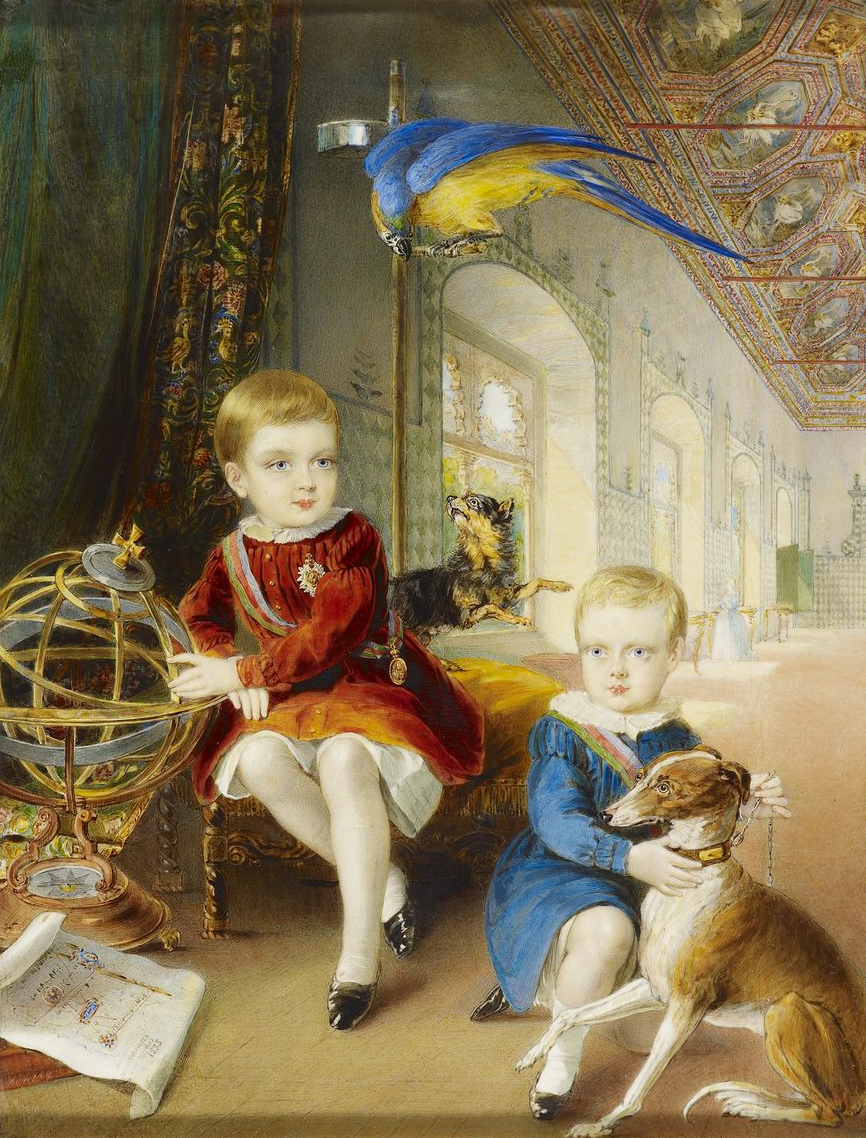
Peter và em trai của ngài, Luís I của Bồ Đào Nha; phác họa bởi William Barclay, 1843.

Là con trai cả của Nữ vương Maria II và Vua Ferdinand II, Peter là thành viên của Nhà Bragança.  Là người thừa kế ngai vàng, ông được phong là Hoàng tử Hoàng gia (tiếng Bồ Đào Nha: Príncipe Real), và cũng là Công tước thứ 23 của Braganza (Duque de Bragança).
Peter là một vị vua tận tâm và chăm chỉ, dưới sự hướng dẫn của cha mình, ông đã tìm cách hiện đại hóa triệt để nhà nước và cơ sở hạ tầng của Bồ Đào Nha.  Dưới triều đại của ông, đường bộ, điện báo và đường sắt đã được xây dựng và cải thiện sức khỏe cộng đồng ngày càng nâng cao.  Sự nổi tiếng của ông càng tăng khi trong đợt bùng phát dịch tả năm 1853–1856, ông đến thăm các bệnh viện để trao quà và an ủi người bệnh.
Pedro V, cùng với các anh em của mình là Fernando và João và các thành viên hoàng gia khác, đã không thể chống chọi lại bệnh sốt thương hàn hoặc bệnh tả vào năm 1861.